# Flammendes Tal
Flammendes Tal ist ein US-amerikanischer Western aus dem Jahr 1950 von John Farrow mit Ray Milland und Hedy Lamarr in den Hauptrollen. Der Film wurde von Paramount Pictures produziert.

## Handlung
Nach dem Amerikanischen Bürgerkrieg tritt Johnny Carter als Kunstschütze auf. Die ehemaligen konföderierten Soldaten Bill Newton, Jeb Bassett und Scamper Joad werden auf ihn aufmerksam, halten ihn jedoch für den Südstaaten-Colonel Desmond. Die drei wenden sich an Carter um seine Hilfe zu erbitten. Als ehemalige Südstaatler leiden sie unter Diskriminierungen in ihrer Stadt Coppertown, außerdem haben sie ihre Kupferclaims verloren. Carter erklärt ihnen, dass er nicht Desmond sei und ihnen nicht helfen könne.
In Coppertown werden der Marshal Travis und sein Deputy Laverne von einem Minensyndikat im Osten bezahlt, Südstaatler zu diskreditieren, damit sie im Minengeschäft keinen Fuß fassen können. Der Minenbesitzer Mass Balfour stellt keine Südstaatler ein und ist auch nicht bereit, für diese sein Schmelzwerk zu betreiben. Daher muss Theodosius Roberts, Schwager von Colonel Desmond, sein Erz zu einem anderen Schmelzwerk bringen. Seine Erzfuhren werden oft angegriffen. Roberts begegnet Lieutenant Ord, der auf der Suche nach Desmond ist. Dieser ist aus einem Unionsgefängnis entflohen und hat 20.000 Dollar mitgehen lassen. Desmonds Tochter Caroline, eine Kriegswitwe, verteidigt ihren Vater, den sie nie kennengelernt hat.
Carter tritt bei einer Show in Coppertown auf. Er will den drei Südstaatlern, die ihn aufgesucht haben, nun doch helfen. Er entdeckt, dass auch die Saloonbesitzerin Lisa Roselle in die Kampagne gegen die Südstaatler verwickelt ist. Er macht sich an sie heran und wird damit zum Rivalen von Marshal Travis um ihre Gunst. Bassetts freimütige Äußerungen gegen Travis und Balfour werden ihm zum Verhängnis, er und sein Sohn werden ermordet. Einige Südstaatler verlassen verängstigt Coppertown, nur Roberts hat sich zum Bleiben entschlossen. Mit Carters Hilfe plant er eine sichere Route für seinen nächsten Erztreck.
Travis befiehlt Lisa, Carter abzulenken, damit er und seine Männer die Erzwagen ungestört angreifen können. Carter erkennt die List und schafft es, den Angriff auf die Erzwagen abzuwehren. Lisa hat sich in Carter verliebt, doch der misstraut ihr. In Auflehnung gegen Travis Brutalität bricht sie den Kontakt zu Henderson, dem Mittelsmann des Syndikats, ab. Roberts Wagen erreichen das Schmelzwerk. Der Erlös wird jedoch geraubt und Carter für den Raub verantwortlich gemacht.
Auch Caroline und Ord haben sich ineinander verliebt. Beide suchen Carter auf und wollen ihn dazu bringen, zuzugeben, dass er Desmond sei. So könne man ihn an die Behörden ausliefern und vor Travis schützen. Carter lehnt ab und erklärt, dass das Geld, das er angeblich gestohlen habe, in Wahrheit ihm gehöre. Carter wünscht Balfour zu sehen. Mit einem Zitat Abraham Lincolns kann er ihn überzeugen, dass Diskriminierung moralisch falsch sei.
Als Balfour kurz darauf von Travis brutal ermordet wird, verkaufen die verbliebenen Südstaatler ihre Claims an Henderson. Lisa befreit Carter aus dem Gefängnis, der alle Verkaufsurkunden vernichtet. Travis ist mit seinen Männern geflüchtet, wird aber von Carter und zwei Trupps von Freiwilligen verfolgt und gestellt. Im folgenden Kampf tötet Carter Travis, die Südstaatler nehmen den Rest der Bande fest.
Friede ist in Coppertown eingekehrt. Caroline und Ord verloben sich, Lisa und Carter ziehen nach San Francisco.

## Produktion
Gedreht wurde der Film vom 14. April bis Anfang Juni 1949 in den Paramount-Studios in Los Angeles. Weitere Aufnahmen entstanden in Arizona, u. a. in Sedona und Flagstaff und im Coconino National Forest sowie bei den Vasquez Rocks in Kalifornien.

## Stab und Besetzung
Hans Dreier und Franz Bachelin waren die Filmarchitekten, Sam Comer und Ross Dowd die Szenenbildner. Edith Head und Gile Steele waren für die Kostüme verantwortlich, Wally Westmore für das Make-up.
In kleinen nicht im Abspann erwähnten Nebenrollen traten Richard Alexander, Trevor Bardette, Harry Cording, Julia Faye, Stuart Holmes und Joanne Linville in ihrem Filmdebüt auf.
Der Titelsong Copper Canyon wurde von Ray Evans und Jay Livingston geschrieben.

## Synchronisation
| Rolle              | Schauspieler     | Deutscher Synchronsprecher |
| ------------------ | ---------------- | -------------------------- |
| Johnny Carter      | Ray Milland      | Peter Pasetti              |
| Lisa Rochelle      | Hedy Lamarr      | Carola Höhn                |
| Marshal Travis     | Macdonald Carey  | Hans Hinrich               |
| Caroline Desmond   | Mona Freeman     | Eleonore Noelle            |
| Lt. Ord            | Harry Carey jr.  | Wolfgang Preiss            |
| Mullins            | Frank Faylen     | Wolfgang Eichberger        |
| Ma Tarbet          | Hope Emerson     | Eva Eras                   |
| Theodosius Roberts | Taylor Holmes    | Walter Holten              |
| Jeb Bassett        | James Burke      | Werner Lieven              |
| Scamper Joad       | Percy Helton     | Bum Krüger                 |
| Sheriff Wattling   | Philip Van Zandt | Werner Lieven              |
| Professor          | Ernö Verebes     | Anton Reimer               |
| Bat Laverne        | Paul Lees        | John Pauls-Harding         |
| Mr. Henderson      | Ian Wolfe        | Anton Reimer               |
| Ansager beim Tanz  | Les Gotcher      | Anton Reimer               |

## Veröffentlichung
Die Premiere des Films fand am 2. Februar 1950 im Vereinigten Königreich statt. Der US-Start erfolgte erst am 23. Oktober 1950 in Los Angeles. In der Bundesrepublik Deutschland kam er am 17. August 1951 in die Kinos, in Österreich am 14. September 1951.

## Kritiken
Das Lexikon des internationalen Films schrieb: „Nach den üblichen Spannungsrezepten konstruierter matter Western.“
Die Filmzeitschrift Cinema bezeichnete die Produktion als „Western, so matt wie angelaufenes Kupfer“.
Bosley Crowthers von der The New York Times monierte die schablonenhaften Klischees. Hinzu käme die Humorlosigkeit des Drehbuchautors und des Regisseurs.